# André Mocquereau
André Mocquereau   (La Tessoualle, 6 de juny de 1849 - Solesmes, 18 de gener de 1930) va ser un monjo francès de l'Abadia de Sant Pere de Solesmes, musicòleg gregorià, que va tenir una gran influència en la restauració del cant gregorià amb la seva immensa qualitat de músic.
S'educà a parís, prenent part en els exercissis de música di camera, sota la direcció de J. B. C. Dancla. El 1875 ingressà en l'orde de Sant Benet, a Solesmes, i fou nomenat professor de cant d'aquella abadia. Després va fer diversos viatges arreu d'Europa amb l'intent de recollir material per les seves publicacions. És el fundador, sota el vist i plau de l'abat de Solesmes Prosper Guéranger, i junt amb Joseph Pothier (1889) i director de la Paléographie musicale, una de les més importants reproduccions fototipiques dels antics monuments per a la investigació de la història del cant eclesiàstic. Entre les publicacions de Mocquereau, cal mencionar: 
- La psalmodie romaine et l'accent tòniques latin (1895);
- L'art grégorien, son but, ces procedís, ses caractères (1896);
- Petit treité de psalmodie (1897), obra que fou traduïda a diverses llengues;
- Note sur la ponctuation rythmique (1897);
- Note sur l'influence de l'accent et du cursus tòniques latins dans le chant ambrosien (1897);
- Livre d'orgue (Solesmes, 1898);
- Métode de chant grégorien (Solesmes, 1899);
- A travers les manuscrits, Etude sur une cadence des traïts du huitieme mode (1903);
- L'école grégorienne de Solesmes, sa méthode critique, Histoire d'un neume (1904);
- L'evolution dans l'esthétique et la tradition grégorienne (1904);
- La nombre musical gregorien ou Rythmique grégorienne (1908), obra molt notable, en la qual es dona ensems la fórmula clàssica de la teoria moderna de la equivalència absoluta dels diferents sons de la melopea gregoriana.
- 1927: Le nombre musical grégorien ou rythmique grégorienne, théorie et pratique, tom II, Desclée, Paris, 855 p.

També són obra d'aquest il·lustre benedictí, les edicions practiques de cant pla, anomenades chant de Solesmes.